# Manius Aquillius (Konsul 101 v. Chr.)
Manius Aquillius († 88 v. Chr. in Pergamon) war ein der plebejischen Nobilität entstammender Politiker der Römischen Republik. 101 v. Chr. amtierte er als Konsul und beendete den zweiten Sklavenkrieg auf Sizilien, hetzte später zum Krieg gegen König Mithridates VI. von Pontos, unterlag diesem aber und wurde von ihm grausam hingerichtet.

## Leben

### Abstammung, frühe Karriere und Kampf gegen Athenion
Manius Aquillius war ein Angehöriger der Adelsfamilie der Aquillier und wahrscheinlich Sohn des gleichnamigen Konsuls von 129 v. Chr. Er bekleidete um 104 v. Chr. die Prätur und fungierte dann als Legat des Gaius Marius in dessen Krieg gegen die Kimbern. Als Marius 103 v. Chr. zur Bewerbung um sein viertes Konsulat nach Rom ging, ernannte er Aquillius zum Oberbefehlshaber seines Heeres.
101 v. Chr. stieg Aquillius zum höchsten Staatsamt, dem Konsulat, auf, das er gemeinsam mit Gaius Marius bekleidete, für den dies nun schon das fünfte war. Der Senat beauftragte Aquillius, den nun bereits drei Jahre dauernden Sklavenkrieg gegen Athenion auf Sizilien zu führen. Dem Konsul gelang es in der Tat, eine erfolgreiche Schlacht gegen Athenion zu schlagen und diesen in einem Zweikampf persönlich zu töten; er erlitt dabei selbst schwere Verletzungen. Doch war der Krieg damit nicht zu Ende, da sich noch mehr als Zehntausend Bewaffnete Athenions in festen Plätzen verschanzt hielten. Aquillius belagerte sie, schnitt ihnen die Nahrungsmittelzufuhr ab und nötigte sie, sich aufgrund Hungers zu ergeben.
100–99 v. Chr. blieb Aquillius in der Stellung eines Prokonsuls weiter auf Sizilien und vermochte erst nun den Sklavenkrieg vollständig zu beenden. Der Senat begrüßte ihn nach seiner Rückkehr nach Rom als Imperator und gestattete ihm, eine Ovatio zu feiern. Doch Lucius Fufius strengte 98 v. Chr. gegen ihn einen Prozess an, da er während der Verwaltung Siziliens Erpressungen verübt habe. Obwohl Aquillius’Schuld offenbar bewiesen wurde, gelang es seinem geschickten Verteidiger, dem Redner Marcus Antonius, durch Hinweis auf seine kriegerischen Verdienste und Vorzeigen seiner im Kampf erlittenen Wunden, für ihn einen Freispruch zu erwirken.

### Kampf gegen Mithridates VI. von Pontos und Tod
Für die nächsten Jahre nach seinem Freispruch liegt über Aquillius keine Überlieferung vor. 90/89 v. Chr. stand er an der Spitze einer vom Senat nach Kleinasien geschickten römischen Gesandtschaft, die dort zusammen mit dem Statthalter der Provinz Asia, Gaius Cassius, die vom pontischen König Mithridates VI. vertriebenen Könige Nikomedes IV. von Bithynien und Ariobarzanes I. von Kappadokien wieder in ihre Reiche einsetzen sollte. Aquillius konnte die ihm übertragene Aufgabe ohne Gegenwehr von Seiten des Mithridates VI. erfolgreich erledigen. Doch der ehemalige Konsul strebte danach, einen Anlass für militärisches Vorgehen zu finden, um Geld erpressen zu können. Daher verlangte er, der pontische König müsse ihm die entstandenen Kosten bezahlen, welches Ansinnen auf Ablehnung stieß. In der Folge veranlasste er in Überschreitung seiner Kompetenzen König Nikomedes IV., Plünderungszüge in Mithridates’ Reich zu unternehmen.
Als Antwort sandte Mithridates VI., der zunächst auf sofortige militärische Schritte verzichtete, Pelopidas als Unterhändler zu den römischen Gesandten, um sich bei ihnen über den Angriff des Nikomedes IV. zu beschweren. Die Römer sollten den bithynischen König von weiteren Streifzügen auf sein Territorium abhalten oder ihm zumindest dessen Verteidigung gestatten. Doch die römische Seite gab bloß doppelzüngig zu verstehen, dass sie zwar Mithridates VI. nicht ungerecht durch den bithynischen König behandelt sehen wolle, aber auch nicht zur Hinnahme eines Kriegs gegen Nikomedes IV. bereit wäre. Da sein diplomatischer Protest also fruchtlos geblieben war, ging Mithridates VI. zur Gegenoffensive über. In seinem Auftrag marschierte sein Sohn Ariarathes IX. in Kappadokien ein und vertrieb Ariobarzanes I. ohne große Anstrengung. Daraufhin reiste Pelopidas wiederum als Unterhändler des Mithridates VI. mit friedlichen Aufträgen zu den römischen Gesandten, die aber schroff befahlen, Bithynien und Kappadokien nicht anzutasten. Damit kam es zum Ausbruch des Ersten Mithridatischen Krieges zwischen dem pontischen König und dem römischen Reich, auf den Aquillius hingearbeitet hatte.
Aquillius setzte sich in seinem Geiz offenbar über alle Bedenken hinweg, unterschätzte die Machtmittel des pontischen Königs und hielt dessen Truppen vielleicht den seinigen unterlegen. Er bildete aus seinen Streitkräften vier Heeresgruppen und befehligte eine von diesen selbst. Dieses zu seiner Verfügung stehende Kontingent umfasste angeblich 40.000 Fußsoldaten und 4000 Reiter, mit denen er sich an der Straße von Bithynien zum Pontos postierte. Zwei ebenso starke Armeen standen unter dem Kommando der beiden anderen römischen Feldherren, Gaius Cassius und dem Statthalter Kilikiens, Quintus Oppius. Ihr Verbündeter, König Nikomedes IV., befehligte angeblich sogar 50.000 Infanteristen und 6000 Kavalleristen. Schließlich konnte Aquillius auf eine vor Byzanz ankernde Flotte bauen. Das gegnerische Heer des pontischen Königs habe 250.000 Infanteristen und 40.000 Reiter gezählt, wozu noch Hilfskontingente von Alliierten kamen. Diese von Appian überlieferten Truppenstärken dürften weit übertrieben sein.
Die Anfang  88 v. Chr. einsetzenden Kämpfe gegen Mithridates VI. verliefen für die Römer sehr unglücklich. Nachdem zuerst Nikomedes’ Heer eine schwere Niederlage erlitten hatte, stieß Mithridates VI. persönlich gegen Aquillius vor. Während Nikomedes zu Gaius Cassius floh, musste auch Aquillius, dessen Heer sich aufzulösen begann, zurückweichen. Bei Proton Pachion wurde Aquillius vollständig geschlagen und sein Lager erobert, woraufhin er über den Fluss Sangarios nach Pergamon flüchtete. Doch auch dort bangte er um seine Sicherheit und suchte deshalb in Mytilene auf Lesbos Zuflucht, wurde aber von den dortigen Einwohnern an Mithridates VI. ausgeliefert. Der pontische König hielt ihn für den eigentlichen Kriegstreiber und behandelte ihn sehr grausam. Aquillius wurde durch die kleinasiatischen Städte geschleppt, auf einen Esel gefesselt Zuschauern präsentiert, in einen Käfig gesperrt und schließlich in Pergamon auf Mithridates’ Befehl getötet. Die Hinrichtung erfolgte in der Weise, dass der König Aquillius geschmolzenes Gold in den Mund gießen ließ; eine Strafe, durch welche die unersättliche Gier des Römers nach Gold angedeutet werden sollte.